# Aller-Radweg
Der Aller-Radweg ist ein 328 Kilometer langer Radfernweg entlang der Aller durch Niedersachsen und Sachsen-Anhalt.

## Verlauf
Der Aller-Radweg (ARW) beginnt an der Mündung der Aller in die Weser bei Verden (Aller), wo Anschluss an den Weserradweg besteht. Er endet an den Allerquellen in Seehausen im Landkreis Börde nach 248,5 km. Er folgt dem Verlauf des Flusses meistens im Abstand von wenigen hundert Metern oder wenigen Kilometern, da nur an wenigen Stellen Wege direkt am Fluss entlang verlaufen. Mehr als die Hälfte der Strecke verläuft auf asphaltiertem Untergrund. In Niedersachsen ist der Radweg komplett und einheitlich ausgeschildert, danach ist er noch nicht vollständig beschildert.
Westlich von Seggerde zweigt bei km 200,5 der Aller-Elbe-Radweg (AERW) ab, der nach 100 km am Wasserstraßenkreuz Magdeburg (nahe Hohenwarthe) endet und die Verbindung zum Elberadweg herstellt. In Eggenstedt zweigt bei km 242 der Aller-Harz-Radweg ab, der nach 60 km in der Nähe von Rödershof endet und die Verbindung zum Harzvorlandweg darstellt.

## Landschaft und Sehenswürdigkeiten
Der gesamte Radweg verläuft im Flachland. In Sachsen-Anhalt beginnt der Weg in Magdeburg an der Straße der Romanik. Hier befindet sich unter anderem der Magdeburger Dom. Der Weg streift oder durchquert die Magdeburger Börde und übertritt bei Helmstedt mit dem früheren Grenzübergang Helmstedt-Marienborn, heute Gedenkstätte Deutsche Teilung, die Landesgrenze zu Niedersachsen. Nach dem Naturpark Drömling passiert der Radweg in Wolfsburg das Volkswagenwerk, das Phaeno und die Autostadt. In Gifhorn gibt es das Internationale Mühlenmuseum und das Schloss Gifhorn zu besichtigen. In Celle ist die Altstadt mit über 500 Fachwerkhäusern und das Celler Schloss sehenswert. Bis in den Raum Verden bildet die Aller mit der Leine das landschaftlich reizvolle Aller-Leine-Tal, unweit der Lüneburger Heide. Hier befinden sich in Bothmer und Ahlden weitere Schlösser, wie das Schloss Ahlden. Hinzu kommt als Attraktion der Serengeti-Park Hodenhagen, das Erdölmuseum in Wietze und viele kleine reizvolle Dörfer und Städte, wie Rethem (Aller). Im Raum Verden wird die Mittelweserregion erreicht, die bekannt für den Spargelanbau ist. Verden selber ist Standort des Deutschen Pferdemuseums. Außerdem besitzt es eine reizvolle Innenstadt mit dem Dom zu Verden.

## Verkehrsanbindung
Der Aller-Radweg wird von mehreren Bahnlinien gekreuzt, die einen guten Zugang zum Radweg in Magdeburg, Wolfsburg, Gifhorn, Celle, Schwarmstedt, Hodenhagen und Verden (Aller) ermöglichen. Der Startpunkt in Magdeburg ist mit dem Kraftfahrzeug über die BAB 2 gut erreichbar. Der Endpunkt Verden besitzt eine Anschlussstelle der BAB 27 und liegt an der B 215.